# Боскерина (Верчели)
Боскерина је насеље у Италији у округу Верчели, региону Пијемонт.
Према процени из 2011. у насељу је живело 27 становника. Насеље се налази на надморској висини од 219 м.